# Тадеу Богуравський Фільо
Тадеу Богуравський Фільо або просто Тадеу (порт.-браз. Thadeu Bogurawski Filho / Thadeu / пол. Thadeu Bogurawski Filho / Thadeu; нар. 23 листопада 1913, Сан-Паулу, Бразилія) — бразильський футболіст польського походження, виступав на позиції воротаря.

## Клубна кар'єра
Футбольну кар'єру розпочав в «Америку» (Ріо-де-Жанейро). На початку квітня 1941 року виїхав до Аргентини, де підписав контракт з «Індепендьєнте». Наприкінці 1943 року завершив футбольну кар'єру.

## Кар'єра в збірній
У футболці національної збірної Бразилії дебютував 22 січня 1939 року в переможному (3:2) матчі кубку Хуліо Роки 1939/40 проти Аргентини. Цей матч так і залишився єдиним у футболці національної команди.